# طوبی یاکان

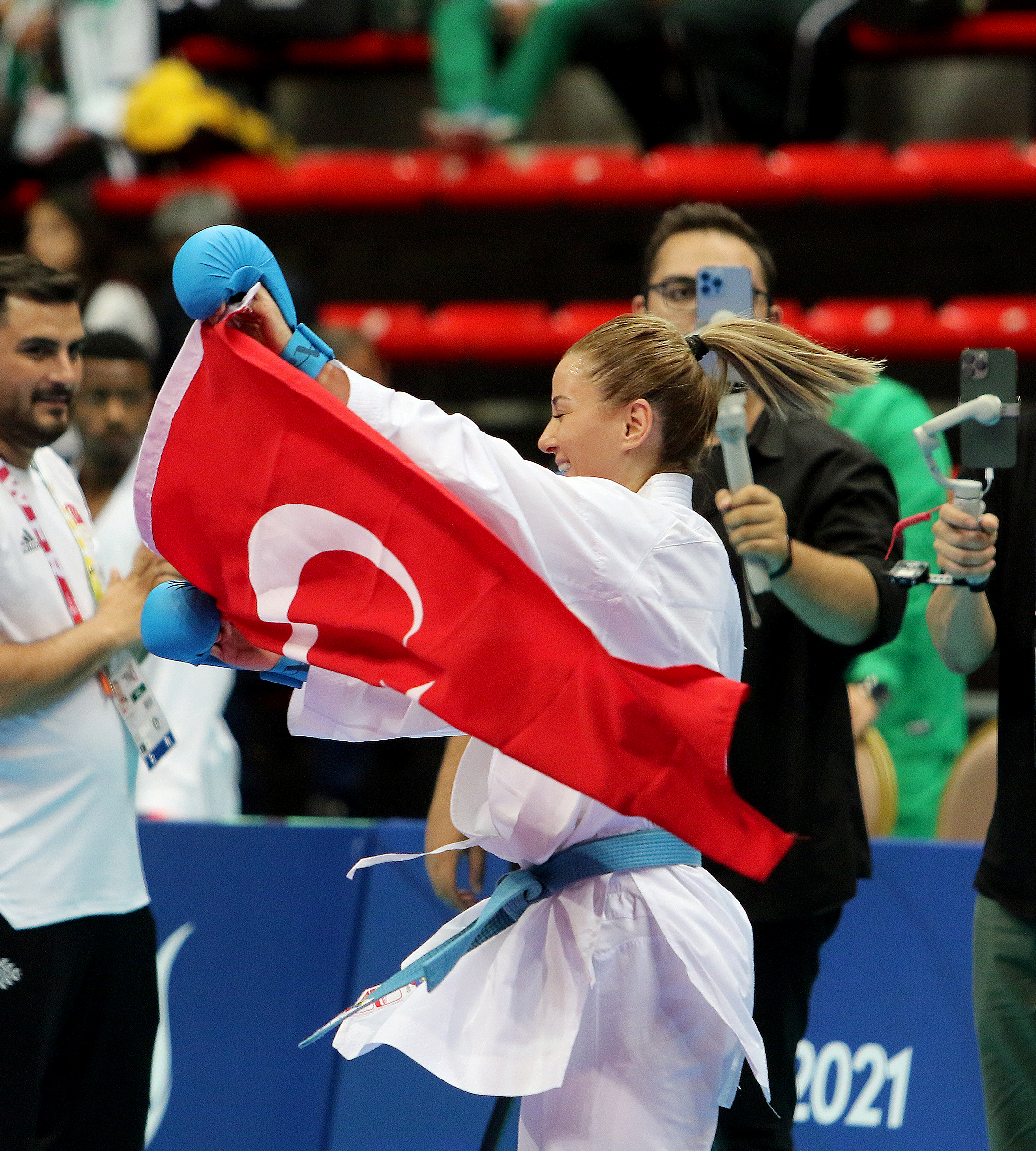
کاراته‌کای زن ترک و قهرمان اروپا

طوبی ینن یاکان (به انگلیسی: Tuba Yenen Yakan؛ متولد ینن در ۸ ژانویه ۱۹۹۱) کاراته‌کای زن ترک و قهرمان اروپا است که در مسابقات کومیته ۵۵ کیلوگرم رقابت می‌کند. او عضو BB Kağıt SK قوجاایلی است.
توبا متولد ۸ ژانویه سال ۱۹۹۱ در ینن است، او با کاراته‌کای ملی‌پوش محمت یاکان ازدواج کرد.

## حرفه
یاکان در طول دوران حرفه ای خود در دسته ۵۵ کیلوگرم شرکت کرد و با مدال طلا در بازی‌های مدیترانه‌ای ۲۰۱۳ که در مرسین برگزار شد، برجسته شد. در مارس ۲۰۱۵، در مسابقه نهایی مسابقات کاراته قهرمانی اروپا که در استانبول برگزار شد، مغلوب امیلی توئی شد و مدال نقره را کسب کرد. در ژوئن همان سال در مرحله گروهی بازی‌های اروپایی که در باکو برگزار می‌شد از مسابقات خداحافظی کرد. پس از این اتفاق یکان به دلیل بارداری و به دنیا آوردن فرزندش به مدت ۲ سال از دوران حرفه ای خود فاصله گرفت و در مسابقات کاراته قهرمانی اروپا در سال ۲۰۱۷ که اردیبهشت ماه در شهر کوجایلی برگزار شد، با غلبه بر سارا کاردین ایتالیایی در فینال به مدال طلا دست یافت. او مسابقات قهرمانی کاراته اروپا ۲۰۱۸ در نووی ساد را با مدال برنز ترک کرد. در بازی‌های مدیترانه ۲۰۱۸ تراگونا دومین مدال طلای خود را در تاریخ بازی‌ها به دست آورد.
در نوزدهمین دوره بازی‌های مدیترانه ای که در اوران الجزایر برگزار شد، توبا یکان در ۱۶ دور آخر کومیته زنان در ۱۶ دور اخیر ماتو د هروست از پرتغال را شکست داد و با برتری مقابل چیرین زاراتی تونسی در مرحله یک چهارم نهایی به نیمه نهایی رسید. وی در مرحله نیمه نهایی مغلوب احلام یوسف رقیب مصری خود شد و با غلبه بر آریان مایلز گونزالس از تیم یونانی قبرس در دیدار رده‌بندی به مدال برنز رسید و در وزن ۵۵ کیلوگرم با غلبه بر ابوریچه لوئیزا الجزایری به مدال طلا دست یافت. نهایی. tr:Tuba Yakan

## دستاوردها
۲۰۱۵

- نقره مسابقات قهرمانی کاراته اروپا – ۲۳ مارس، استانبول، ترکیه – کومیته ۵۵ ک‌گ، [۲]

۲۰۱۷

- طلا مسابقات قهرمانی کاراته اروپا – ۶ می، ازمیت، ترکیه – کومیته ۵۵ ک‌گ، [۳]